# کومور در المپیک تابستانی ۲۰۲۴
کاروان المپیکی کومور (یا اتحاد قُمُر)، یکی از کاروان‌های شرکت‌کننده در بازی‌های المپیک تابستانی ۲۰۲۴ بود. این دوره از بازی‌ها از ۲۶ ژوئیه تا ۱۱ اوت ۲۰۲۴ (۵ تا ۲۱ امرداد ۱۴۰۳ خورشیدی) به میزبانی پاریس، پایتخت فرانسه برگزار شد. کاروان کومور در این دوره هشتمین حضور خود را تجربه کرد.

## شرکت‌کنندگان
فهرست ورزشکاران این کاروان به شرح زیر است.
| ورزش        | مردان | زنان | مجموع |
| ----------- | ----- | ---- | ----- |
| دو و میدانی | ۱     | ۰    | ۱     |
| قایقرانی    | ۱     | ۰    | ۱     |
| شنا         | ۱     | ۱    | ۲     |
| مجموع       | ۳     | ۱    | ۴     |